# Кулинич, Александр
Александр Кулинич (эст. Aleksandr Kulinitš; 24 мая 1992, Таллин) — эстонский футболист, защитник.

## Биография
Воспитанник Таллинской футбольной школы, позднее перешёл в юношескую команду «Левадии». С 2008 года выступал за второй состав «Левадии» в первой лиге. В главной команде своего клуба дебютировал 25 сентября 2010 года в игре высшей лиги против «Пайде», заменив на 88-й минуте Виталия Лейтана. В 2011—2014 годах был игроком основного состава «Левадии». Летом 2014 года был обвинён в мошенничестве со ставками и получил четырёхлетюю дисквалификацию, которая позднее была сокращена до одного года, тогда же покинул таллинский клуб. В составе «Левадии» — чемпион Эстонии 2013 года, вице-чемпион 2010 и 2012 годов, обладатель Кубка (2012, 2014) и Суперкубка (2013).
Летом 2015 года перешёл в «Инфонет» (позднее — «ФКИ Таллинн»), провёл в клубе два с половиной сезона до его расформирования. С «Инфонетом» стал чемпионом Эстонии 2016 года, обладателем Кубка и Суперкубка страны 2017 года.
В начале 2018 года перешёл в клуб высшего дивизиона Словении «Кршко» и выступал за него в течение года, провёл 31 матч и забил 2 гола. В сезоне 2017/18 команда заняла седьмое место в лиге, а по итогам сезона 2018/19 заняла последнее место и вылетела, Кулинич к тому времени уже покинул клуб.
В 2019 году вернулся в Эстонию и подписал контракт с таллинским «Нымме Калью». Бронзовый призёр чемпионата Эстонии 2019 года, финалист Кубка страны 2019 года, обладатель Суперкубка 2019 года. В начале 2022 года перешёл в немецкий любительский клуб «Ростокер». Вскоре вернулся в Эстонию и в конце июля перешел в команду «Нарва-Транс», подписав с ней соглашение до конца сезона. По итогам второго сезона в команде он покинул ее.
Выступал за сборные Эстонии младших возрастов.